# Élections nationales monégasques de 2023
Les élections nationales monégasques de 2023 ont lieu le 5 février 2023 afin de renouveler les 24 membres du Conseil national de Monaco.
Le scrutin s'avère une écrasante victoire pour le gouvernement sortant, l'Union nationale monégasque (UNM) menée par Brigitte Boccone-Pagès remportant l'intégralité des sièges au conseil.

## Contexte
Les élections de février 2018 entrainent une alternance, la liste Priorité Monaco de Stéphane Valeri remportant 21 des 24 sièges avec plus de 57 % des voix,, une avance telle qu'elle lui permet de remporter l'intégralité des sièges pourvus au scrutin majoritaire, et cinq des huit pourvus à la proportionnelle. Arrivés en deuxième et troisième position, Horizon Monaco et l'Union monégasque remportent respectivement deux et un siège,.
Stéphane Valeri annonce en septembre 2022 son retrait de la vie politique,. Il est alors remplacé par la vice-présidente du Conseil national, Brigitte Boccone-Pagès, qui devient la première femme à prendre la présidence du Conseil national,.

## Campagne
Un mois après son entrée en fonction, Boccone-Pagès annonce la fusion de Priorité Monaco, Horizon Monaco et de l'Union monégasque, qui forment l’Union nationale monégasque,,.
Auparavant, Daniel Boéri quitte Priorité Monaco en juillet 2022. Devenu le seul député d'opposition après la formation de l'UNM, il fonde le 26 octobre 2022 Nouvelles Idées pour Monaco (NIM). Ses membres font notamment campagne sur les thèmes de l'écologie et de la mise en place d'un débat public sur la légalisation de l'interruption volontaire de grossesse,.
Un débat retransmis à la télévision et sur internet comme en 2018 est dans un premier temps envisagé, mais n'a finalement pas lieu,.

## Mode de scrutin
Le Conseil national est le parlement monocaméral de Monaco. Il est composé de 24 sièges dont les membres sont élus pour cinq ans selon un mode de scrutin mixte dans une unique circonscription nationale. Seize sièges sont répartis au scrutin majoritaire plurinominal, les seize candidats ayant obtenu le plus de voix étant élus, tandis que les huit restants le sont au scrutin proportionnel plurinominal avec un seuil électoral de 5 % et la possibilité d’effectuer un panachage,.
Sont éligibles les électeurs âgés d'au moins 25 ans et ayant la nationalité monégasque depuis au moins cinq ans. Le cumul des mandats avec le conseil communal de Monaco est autorisé.

## Résultats
Chaque électeur étant doté de plusieurs voix, le total de ces dernières est largement supérieur au total des inscrits. 
|                          |                                   |        |       |       |        |               |  |  |  |
| Partis                   | Partis                            | Voix   | %     | +/-   | Sièges | +/-           |  |  |  |
|                          | Union nationale monégasque (UNM)  | 72 602 | 89,63 | 10,37 | 24     | en stagnation |  |  |  |
|                          | Nouvelles Idées pour Monaco (NIM) | 8 401  | 10,37 | Nv    | 0      | Nv            |  |  |  |
| Total des voix           | Total des voix                    | 81 003 | 100   |       |        |               |  |  |  |
|                          |                                   |        |       |       |        |               |  |  |  |
| Votes valides            | Votes valides                     | 3 948  | 90,80 |       |        |               |  |  |  |
| Votes invalides          | Votes invalides                   | 254    | 5,84  |       |        |               |  |  |  |
| Votes blancs             | Votes blancs                      | 146    | 3,36  |       |        |               |  |  |  |
| Total                    | Total                             | 4 348  | 100   | –     | 24     | en stagnation |  |  |  |
| Abstentions              | Abstentions                       | 3 246  | 42,74 |       |        |               |  |  |  |
| Inscrits / participation | Inscrits / participation          | 7 594  | 57,26 |       |        |               |  |  |  |

## Analyse
Les élections voient la victoire de l'Union nationale monégasque (UNM), qui remporte près de 90 % des voix et la totalité des sièges du conseil,. La présidente sortante du Conseil national, Brigitte Boccone-Pagès, est ainsi largement reconduite,,. La fusion des partis élus en 2018 au sein de l'UNM conduit néanmoins à un désintérêt relatif des électeurs pour le scrutin. Avec 749 votants de moins que cinq ans plus tôt, malgré un nombre d'électeurs inscrits sur les listes en augmentation de 349, le taux de participation accuse une baisse de 13 points, passant de 70,35 à 57,26 %,. Ces élections marquent également l'émergence dans le paysage politique monégasque d'une force politique d'opposition de centre gauche, le mouvement Nouvelles Idées pour Monaco, bien qu'elle n'obtienne pas de représentation au parlement.